# قصر قباد آباد
قصر قباد آباد (بالتركية: Kubadabad Sarayı)‏ هو قصر سلجوقي بني بأمر من السلطان السلجوقي كيقباد الأول (1220-1236). يقع القصر على الشواطئ الجنوبية الغربية لبحيرة بيشهير في جنوب غرب منطقة وسط الأناضول في تركيا، ويبعد أكثر من 100 كم غرب مدينة قونية عاصمة السلاجقة آنذاك.

## بناء القصر
يذكر صاحب كتاب «أخبار سلاجقة الروم» أن سعد الدين كوبك قام بتعمير القصر بأمر من السلطان علاء الدين كيقباد وقد كان سعد الدين أميرًا للصيد والتعمير.